# We Are.
"We Are." là đĩa đơn thứ sáu của Do As Infinity phát hành năm 2000. Đĩa tiêu thụ được 54300 bản.

## Danh sách
1. "We Are." (Chúng tôi là.)
2. "Eien" (永遠 Bất tận?)
3. "New World" (Thế giới mới)
4. "Summer Days" (8.27 Live version)
5. "We Are." (Instrumental)
6. "Eien" (永遠 Bất tận?) (Instrumental)
7. "New World" (Instrumental)

## Xếp hạng
| Bảng xếp hạng (2000) | Thứ hạng | Thời gian trụ hạng |
| -------------------- | -------- | ------------------ |
| Oricon Nhật Bản      | 16       | 7 tuần             |